# Ринсуинд
Ринсуинд (на английски: Rincewind) е фантастичен герой от поредицата „Светът на диска“ на Тери Пратчет. В някои от тези романи той е главен герой. Ринсуинд е провалил се студент на Невидимия университет за магьосници в Анкх-Морпорк. Често е описван като „магическия еквивалент на нулата“ и прекарва цялото си време, бягайки от беда на беда, всеки път утежнявайки положението си още повече.
 Внимание:  Текстът по-долу разкрива сюжета на произведението (или части от него)!
Първото му появяване е в първата книга от поредицата, където той е насила назначен за екскурзовод на наивния турист Двуцветко, който идва от Ахатовата империя.
Първата книга завършва с това как Ринсуинд, Двуцветко и Багажът са хвърлени през Ръба на Света от полупобъркани учени, които искат да научат пола на Великата А'Туин – костенурката, на чийто гръб се носи Светът на Диска. Те двамата, както и Багажът, оцеляват по сложни причини и Ринсуинд се превръща в един от основните герои на поредицата.
Обикновено Ринсуинд носи своята стара магьосническа шапка, на която неграмотно е изписал „магесник“ и е придружаван от Багажа. Багажът му е оставен като прощален подарък при раздялата му с Двуцветко и го придружава навсякъде. В първите две книги той е описан като сравнително млад магьосник. Предполага се, че впоследствие е възрастта му е напреднала. Такива изводи се правят от коментарите на Смърт относно оставащото на Ринсуинд време за живот. В книгите става ясно, че Смърт държи пясъчния часовник, отброяващ оставащия живот на Ринсуинд на собственото си бюро, защото дори той не е сигурен за възрастта и продължителността на живота на некадърния магьосник.
По време на своите приключения Ринсуинд е превърнал своето малодушие в лична философия. Той смята, че когато човек бяга е маловажно към какво бяга, важното е от какво се опитва да избяга. Когато бягството му от някакъв проблем му донесе още по-големи неприятности, неговият отговор е „Да, но ти можеш да избягаш също и от това.“
В „Последният герой“ неговото бягство е издигнато в нещо като религия, основаваща се на фразата: „Бягството, разбира се, не ти дава вечен живот, то просто ти дава още живот.“ Осланянето на такива принципи се дължи най-вече на необикновения песимизъм на Ринсуинд.
Ринсуинд присъства в книгите:
- Цветът на магията
- Фантастична светлина
- Морт
- Магизточник
- Ерик
- Интересни времена
- Последният континент
- Последният герой
- Науката на Светът на диска